# 3255 Tholen
3255 Tholen eller 1980 RA är en asteroid i huvudbältet som korsar Mars omloppsbana. Den upptäcktes 2 september 1980 av den amerikanska astronomen Edward L.G. Bowell vid Anderson Mesa Station. Den är uppkallad efter den amerikanske astronomen David J. Tholen.
Asteroiden har en diameter på ungefär 4 kilometer.